# Abdelkader Amrani
Abdelkader Amrani (en arabe : عبد القادر عمراني), né le 3 janvier 1956 à Tlemcen, est un entraîneur de football algérien.

## Biographie
Abdelkader Amrani est surnommé l'entraîneur nomade, car c'est l'un des rares entraîneurs qui a entraîné dans les quatre coins de l'Algérie.
Amrani est le seul entraîneur algérien ayant remporté cinq Coupes d'Algérie en 1998, 2005, 2015, 2019 et 2023 avec le WA Tlemcen, l'ASO Chlef (2 fois), le MO Béjaïa et le CR Belouizdad.
Il est également titulaire du titre de Champion d'Algérie en 2018 avec le CS Constantine.
Avec les clubs de l'ASO Chlef et du MO Béjaïa, il participe à la Ligue des champions d'Afrique et à la Coupe de la confédération.

## Palmarès

### Entraîneur
| WA Tlemcen - Coupe d'Algérie (1) - Vainqueur en 1998. |  | ASO Chlef - Coupe d'Algérie (2) - Vainqueur en 2005 et 2023 |  | MO Bejaïa - Coupe d'Algérie (3) - Vainqueur en 2015. - Supercoupe d'Algérie (0) - Finaliste en 2015 |  | CS Constantinois - Ligue 1 d'Algérie (1) - Champion en 2018. - Supercoupe d'Algérie (0) - Finaliste en 2018. |  | CR Belouizdad - Coupe d'Algérie (4) - Vainqueur en 2019. |

## Distinctions d’entraîneur
- El Heddaf-Le Buteur, meilleur entraîneur algérien de l'année (2) 2005 ، 2015

- El Khabar Erriadhi, meilleur entraîneur algérien de l'année  2014
- El Heddaf-Le Buteur  prix spécial a été décerné à Abdelkader Amrani, champion d’Algérie avec le CSC 2018